# Francisco Benetó Martínez
Francisco Benetó Martínez (Castelló, València, 10 de febrer de 1877 - Lisboa, Portugal, 15 de juny de 1945), va ser un violinista i compositor espanyol. Encara que en els nostres dies el seu nom siga bastant desconegut per al públic general, Benetó va ser un dels violinistes més reconeguts de la seua època, especialment a la fi del segle xix i principis del XX. Tal és així que, acabats els seus estudis en el Conservatori de València, el mateix Pablo Sarasate, apreciant les seues qualitats com a violinista, li va aconsellar amb tan sols 18 anys que marxara a París, on a més li va recomanar al mestre José White. Actualment el seu nom comença a reaparèixer després d'un silenci de dècades en diversos estudis de la història de la música, i algunes obres a sonar en concerts, com en el I Festival de Pasqua de Cervera o en la recent publicació del disc Miniatures catalanes per a violí i piano.

## Biografia
Francisco Benetó naix a una família de llauradors de Castelló, València, el 1877, sent el segon major de quatre germans. Sense conèixer-se el nom del seu primer mestre, se sap que amb tan sols 6 anys Benetó donà un concert de flautí al teatre del seu poble natal. Poc després algun familiar decideix portar-ho al Conservatori de València on no va tardar a ser el deixeble predilecte del mestre Andrés Goñi, fins al punt de donar-li lliçons privades de violí.
Acabats en 1895 els seus estudis en el Conservatori de València, Francisco Benetó va aconseguir ser escoltat per Pablo Sarasate, qui li aconsella anar-se'n a París per a seguir ampliant els seus estudis, i a més, oferint-se a recomanar-ho al violinista i mestre José White perquè li ensenyara i li posara en contacte amb els grans músics que aquells dies hi havia a la ciutat, com Enric Granados, Claude Debussy, Isaac Albeniz, Gabriel Fauré o Maurice Ravel.
Francisco Benetó arreplega tot el capital possible per a emprendre el viatge i marxa a París amb l'edat de 18 anys. A la capital els diners arreplegats a penes li duren uns pocs dies, però amb la seua tenaç insistència en el projecte fa oposicions a una plaça de solista i concertí a un teatre de la ciutat, i així aconsegueix pagar-se el seu ingrés al Conservatori de París. En tan sol un any *Benetó gana, entre centenars d'opositors més, una plaça de concertí a l'Orquestra de la Sala de Concerts de l'Antic Palau del Trocadéro, dirigida per Eugene d'Harcourt.
Més tard, i amb poc més de 20 anys, Benetó es converteix en el primer violí de l'Orquestra Simfònica Colonne, instal·lada al Théâtre du Châtelet. El programa d'aquesta orquestra presentava la música contemporània de l'època, amb obres dels grans músics francesos (com Saint-Saëns, Massenet, Charpentier, Fauré, d'Indy, Debussy, Ravel, Widor, Dukas o Chabrier), integrant també al repertori obres oblidades de Wagner i Richard Strauss i convidant als grans solistes del moment.
Anys després, per motius desconeguts, Francisco Benetó deixa París i es marxa a Lisboa, on passa a dirigir l'Escola de Música de cambra de Lisboa, del Conservatori Nacional. A la ciutat portuguesa és llavors condecorat amb l'orde de Cavaller del Crist i amb la de S. Tiago. En 1912 i durant algun temps també dirigeix el sextet del Cinema Olympia de Lisboa, que com era costum i molt important en totes les projeccions de cinema mut de llavors, s'acompanyava de música.
Constantment Francisco Benetó viatja a Espanya, especialment a València, on se li té una gran consideració i estima i sol aparèixer com a solista en concerts.
| « | "Chavarri recordava els primers anys de Francisco Benetó al Conservatori de València: Com ens enorgulleix veure triomfar a Benetó a aquella mateixa estrada on va donar brillantment els seus primers passos de violinista, presentant-se com a alumne en les audicions del Conservatori!. Avui torna Benetó amb el seu nom ja fet definitivament, a la plenitud de facultats d'artista de gran valor." | » |
| — “Concierto Costa-Terán”, Las Provincias, 22-XII-1918, p. 1. (Cita traduïda al català, originalment en espanyol) | |   |

Finalment, als 68 anys, Francisco Benetó moria a la seua ciutat de residència, Lisboa, el 15 de juny de 1945.